# 青森県中学校一覧
| 総数                      | 153校            |
| 国立                      | 1校              |
| 公立                      | 146校(1校休校中) |
| 私立                      | 6校              |
| 教育委員会所在地          | 〒030-8540       |
| 青森県青森市新町二丁目3-1 |                  |
| 公式サイト                | 青森県教育委員会 |

青森県中学校一覧（あおもりけんちゅうがっこういちらん）は、青森県の中学校の一覧。

## 国立中学校
- 弘前大学教育学部附属中学校

## 公立中学校

### 青森市
- 青森市立油川中学校
- 青森市立荒川中学校
- 青森市立浦町中学校
- 青森市立沖館中学校
- 青森市立甲田中学校
- 青森市立三内中学校
- 青森市立新城中学校
- 青森市立佃中学校
- 青森市立造道中学校
- 青森市立筒井中学校
- 青森市立戸山中学校
- 青森市立浪打中学校
- 青森市立浪岡中学校
- 青森市立西中学校
- 青森市立古川中学校
- 青森市立北中学校
- 青森市立東中学校
- 青森市立南中学校
- 青森市立横内中学校

### 弘前市
- 弘前市立裾野中学校
- 弘前市立新和中学校
- 弘前市立北辰中学校
- 弘前市立船沢中学校
- 弘前市立東目屋中学校
- 弘前市立東中学校
- 弘前市立南中学校
- 弘前市立第一中学校
- 弘前市立第二中学校
- 弘前市立第三中学校
- 弘前市立第四中学校
- 弘前市立第五中学校
- 弘前市立石川中学校
- 弘前市立津軽中学校
- 弘前市立相馬中学校
- 弘前市立常盤野中学校

### 八戸市
- 八戸市立市川中学校
- 八戸市立大館中学校
- 八戸市立江陽中学校
- 八戸市立小中野中学校
- 八戸市立是川中学校
- 八戸市立鮫中学校
- 八戸市立三条中学校
- 八戸市立島守中学校
- 八戸市立下長中学校
- 八戸市立白銀中学校
- 八戸市立白銀南中学校
- 八戸市立第一中学校
- 八戸市立第二中学校
- 八戸市立第三中学校
- 八戸市立長者中学校
- 八戸市立豊崎中学校
- 八戸市立中沢中学校
- 八戸市立根城中学校
- 八戸市立東中学校
- 八戸市立北稜中学校
- 八戸市立湊中学校
- 八戸市立南浜中学校
- 八戸市立白山台中学校
- 八戸市立明治中学校

### 黒石市
- 黒石市立中郷中学校
- 黒石市立黒石中学校

### 五所川原市
- 五所川原市立五所川原第一中学校
- 五所川原市立五所川原第二中学校
- 五所川原市立五所川原第三中学校
- 五所川原市立五所川原第四中学校
- 五所川原市立金木中学校
- 五所川原市立市浦中学校

### 十和田市

#### 県立
- 青森県立三本木高等学校附属中学校

#### 市立
- 十和田市立三本木中学校
- 十和田市立十和田中学校
- 十和田市立切田中学校
- 十和田市立大深内中学校
- 十和田市立甲東中学校
- 十和田市立四和中学校
- 十和田市立東中学校
- 十和田市立第一中学校
- 十和田市立十和田湖中学校

### 三沢市
- 三沢市立第一中学校
- 三沢市立第二中学校
- 三沢市立第三中学校
- 三沢市立第五中学校
- 三沢市立堀口中学校

### むつ市
- むつ市立田名部中学校
- むつ市立むつ中学校
- むつ市立関根中学校
- むつ市立近川中学校
- むつ市立大平中学校
- むつ市立大湊中学校
- むつ市立川内中学校
- むつ市立大畑中学校
- むつ市立脇野沢中学校

### つがる市
- つがる市立木造中学校
- つがる市立森田中学校
- つがる市立柏中学校
- つがる市立稲垣中学校
- つがる市立車力中学校

### 平川市
- 平川市立尾上中学校
- 平川市立平賀西中学校
- 平川市立平賀東中学校
- 平川市立碇ヶ関中学校

### 東津軽郡
- 平内町立平内中学校
- 今別町立今別中学校
- 蓬田村立蓬田中学校
- 外ヶ浜町立蟹田中学校
- 外ヶ浜町立三厩中学校

### 西津軽郡
- 鰺ヶ沢町立鰺ヶ沢中学校
- 深浦町立深浦中学校
- 深浦町立大戸瀬中学校

### 南津軽郡
- 藤崎町立藤崎中学校
- 藤崎町立明徳中学校
- 大鰐町立大鰐中学校
- 田舎館村立田舎館中学校

### 北津軽郡
- 板柳町立板柳中学校
- 鶴田町立鶴田中学校
- 中泊町立中里中学校
- 中泊町立小泊中学校

### 上北郡
- 野辺地町立野辺地中学校
- 七戸町立七戸中学校
- 七戸町立天間林中学校
- 六戸町立六戸中学校
- 六戸町立七百中学校
- 横浜町立横浜中学校
- 東北町立上北中学校
- 東北町立東北中学校
- 六ヶ所村立泊中学校
- 六ヶ所村立第一中学校
- 六ヶ所村立千歳中学校
- 六ヶ所村立第二中学校
- おいらせ町立百石中学校
- おいらせ町立下田中学校
- おいらせ町立木ノ下中学校

### 下北郡
- 大間町立大間中学校
- 東通村立東通中学校
- 風間浦村立風間浦中学校
- 佐井村立佐井中学校
- 佐井村立牛滝小中学校

### 三戸郡
- 小中一貫三戸学園三戸中学校
- 五戸町立五戸中学校
- 五戸町立川内中学校
- 五戸町立倉石中学校
- 田子町立田子中学校
- 南部町立南部中学校
- 南部町立名川中学校
- 南部町立福地中学校
- 階上町立道仏中学校
- 階上町立階上中学校
- 新郷村立新郷中学校

## 私立中学校
- 青森山田中学校
- 青森明の星中学校
- 弘前学院聖愛中学校
- 東奥義塾中学校
- 八戸聖ウルスラ学院中学校
- 八戸工業大学第二高等学校附属中学校
- あおもり学び直しスペースあおも・リラ（夜間中学校）